# HD74560
HD74560 — хімічно пекулярна зоря спектрального класу B3, що має видиму зоряну величину в смузі V приблизно  4,8.
Вона  розташована на відстані близько 479,6 світлових років від Сонця.

## Фізичні характеристики
Телескоп Гіппаркос зареєстрував фотометричну змінність  даної зорі з періодом    3,10 доби в межах від  Hmin= 4,80 до  Hmax= 4,75.

## Пекулярний хімічний склад
Зоряна атмосфера HD74560 має підвищений вміст 
Si
.